# 홍동초등학교
홍동초등학교는 대한민국 충청남도 홍성군 홍동면 운월리에 있는 공립 초등학교다.

## 학교 연혁
| 1922년 | 4월 21일 | 홍동공립보통학교(4년제) 개교 |  |
| 1927년 | 3월 31일 | 6년제 인가                   |  |
| 1938년 | 4월 1일  | 홍동공립심상소학교로 개칭    |  |
| 1941년 | 4월 1일  | 홍동공립국민학교로 개칭      |  |
| 1944년 | 3월 31일 | 금당분교장 설치인가          |  |
| 1945년 | 9월 30일 | 대평분교장 설치인가          |  |
| 1949년 | 9월 30일 | 대평국민학교 승격            |  |
| 1954년 | 6월 28일 | 금당국민학교 승격            |  |
| 1981년 | 3월 1일  | 병설유치원 개원              |  |
| 1989년 | 3월 1일  | 특수학급 설치                |  |
| 1996년 | 3월 1일  | 홍동초등학교로 개칭          |  |
| 1998년 | 5월 3일  | 다목적 교실 준공             |  |
| 2017년 | 3월 1일  | 행복나눔학교 선정            |  |
| 2020년 | 9월      | 혁신학교 재지정              |  |
| 2022년 | 1월7일   | 제97회 졸업                  |  |

## 어동문
윤호순

## 참고 자료
- 홍동초등학교 - 한국교육학술정보원 학교알리미